# Robert Gay
Ne doit pas être confondu avec Robert Gay (physicien).
Robert Marie Gay M.Afr., né le 22 janvier 1927 à Ottawa (Ontario) et mort le 29 juin 2016 à Sherbrooke (Québec), est un missionnaire catholique canadien de la Société des missionnaires d'Afrique (Pères blancs) et ancien évêque de Kabale en Ouganda. 

## Biographie
Robert Marie Gay entre chez les Pères blancs du Canada et est ordonné prêtre le 30 janvier 1954, à une époque où cette Société est au pic de ses effectifs. Il est envoyé en Ouganda, où il demeure jusqu'en 1976. Il est prêtre en paroisse (vicaire à Rugazi (Bunyaruguru) et Mbarara), enseigne pendant trois ans au grand séminaire national et exerce un mandat de huit années comme supérieur régional. Il est ensuite nommé supérieur provincial de la Province des Pères Blancs du Canada. Le chapitre général l'élit en 1980 à Rome (où se trouve la maison généralice) comme successeur du Père Jean-Marie Vasseur à la tête de la Société. Celle-ci connaît alors des départs et une remise en cause de son fonctionnement originel. Le Père Gay s'efforce de maintenir la cohésion au sein de la Société.
En 1986, il retourne en Ouganda où il affecté à sa demande au grand séminaire de Ggaba comme membre de l’équipe de formation. Il réfléchit à la mise en place d'un centre de formation continue pour les prêtres diocésains(ce qui n'existe pas en Ouganda), comme cela se fait dans différentes congrégations. Le projet voit le jour avec l'aide financière des diocèses d'Allemagne sur un terrain cédé par l'archidiocèse de Kampala. Il est baptisé centre Saint-Augustin. En 1994, il est nommé administrateur diocésain du diocèse de Kabale, où de fortes tensions existent depuis 1990 entre l'évêque sortant (d'ethnie tutsi) et ses prêtres diocésains.
En 1996, Jean-Paul II le nomme évêque de Kabale le 11 janvier 1996, diocèse érigé trente ans plus tôt, où cohabitent les ethnies Bakiga, Bahororo, et Bafumbira. Le diocèse comprend alors 110 prêtres diocésains et 7 congrégations religieuses masculines et féminines. Il y a trois petits séminaires dont un appartenant à la congrégation africaine des Apôtres de Jésus et deux au diocèse. Il y a aussi une cinquantaine d'écoles secondaires, environ 350 écoles primaires, deux hôpitaux et vingt-quatre dispensaires relevant du diocèse. 
L'archevêque de Kampala, Mgr Wamala, le consacre le 9 mars suivant comme évêque, assisté de l'évêque émérite de Kabale, Mgr Barnabas R. Halem 'Imana (en), et de l'évêque de Mbarara, Mgr Paul Kamuza Bakyenga (en). Dès lors Mgr Gay s'efforce de mettre fin à la division dans le diocèse et de favoriser les vocations (qui n'existaient plus depuis la fin des années 1980). 
Jean-Paul II accepte la démission de Mgr Gay pour raison d'âge, le 15 mars 2003.

## Succession apostolique
Robert Gay a ordonné les évêques suivants :
- Évêque Callistus Rubaramira (2003)